# Befehlshaber der Baltischen Gewässer

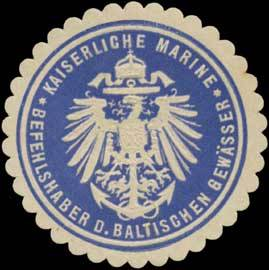
Siegelmarke des Befehlshabers der baltischen Gewässer

Der Befehlshaber der Baltischen Gewässer (B. B. G.) war eine Kommandobehörde der Kaiserlichen Marine.

## Geschichte
Anfang Juni 1918 wurde der Befehlshaber der Baltischen Gewässer aus dem sogenannten Sonderverband der Ostsee eingerichtet. Befehlshaber der Baltischen Gewässer wurde Konteradmiral Ludolf von Uslar, welcher bereits ab Anfang Mai 1918 nebendienstlich als Befehlshaber der Marineanlagen in Kurland die Führung des Sonderverbandes der Ostsee innehatte. Der B. B. G. war direkt der Marinestation der Ostsee unterstellt. Sein Befehlsbereich erstreckte sich auf den Bereich östlich der Linie Rixhöft und Ölandspitze einschließlich des Finnischen Meeresbusens, wobei er dort sowohl die See- als auch die Landstreitkräfte befehligte.
Adjutant im Stab des Befehlshabers der Baltischen Gewässer war ab August 1918 Korvettenkapitän Günther Paschen. Bis November 1918 war von Uslar B. B. G.

## Gliederung Ende des Krieges
- Flaggschiff Beowulf
- Nautilus
- Transportdampfer Habsburg und Chemnitz
- Suchverband der Ostsee mit Regina (Führer des Suchverbands der Ostsee), T 141, Libau, Biber und Reval
- I. Suchflottille der Ostsee
  - I. Suchhalbflottille der Ostsee
    - 5. Minenräumhalbflottille mit Insula, 14 F-Boote und 1 Begleitboot
    - 1. Finnische Minenräumhalbflottille mit 12 Motorbooten und 2 Begleitbooten
    - 1. Finnische Minensuchhalbflottille mit 12 Motorbooten und 2 Begleitbooten

  - II. Suchhalbflottille der Ostsee
    - 6. Minenräumhalbflottille mit Trischen, 12 F-Boote und 1 Begleitboot
    - 2. Finnische Minenräumhalbflottille mit 12 Motorbooten und 2 Begleitbooten
- II. Suchflottille der Ostsee
  - Minenräumhalbflottille Reval mit Cessida, 24 Minenbooten und 2 Begleitbooten
  - Vorpostenhalbflottille Ost
  - 3. Finnisches Minenräumhalbflottille mit 12 Räumbooten und 2 Begleitbooten
  - XIX. Torpedobootshalbflottille mit T 93, T 101, T 104, T 105, T 79 und T 106
- Lazarettschiff Imperator
- Tonnenleger Kiel
- Eisbrecher Trave und Wolynez
- 12 Kohledampfer
- Marineanlagen in Kurland und Livland, in Estland und auf den Baltischen Inseln
- Marineabteilung Libau, Marinewerft Libau, Marinelazarett Libau
- Hafenkapitäne Libau, Windau, Riga-Dünamünde, Reval, Arensburg, Mento
- Küstenbezirksamt der Baltischen Gewässer mit Küstenbezirksamtzweigstellen in Libau, Arnesburg und Reval
- Nachrichtenkommissar beim B. B. G.
- Nachrichtengruppe Arensburg und Reval
- Marine-Nachrichtenstellen
- Seeflugstationen Libau, Windau, Reval und Papenholm
- Kommandeur der Flieger beim B. B. G.
- Seewetterwarten Libau und Reval
- Seedrachenwarten Roloff und Arensburg
- Pilotenstation Dünamünde
- Marine-Bauverwaltung der Baltischen Gewässer
- Marinekommando Helsingfors